# Fissidens ovatus
Fissidens ovatus är en bladmossart som beskrevs av Bridel 1819 [1818. Fissidens ovatus ingår i släktet fickmossor, och familjen Fissidentaceae. Inga underarter finns listade i Catalogue of Life.